# Vladimir Balvanović
Vladimir Balvanović (Travnik, 25. kolovoza 1930. – Bretanja, Francuska, 20. rujna 1970.), esejist, književni i filmski kritičar, redatelj i scenarist
Pučku školu i gimnaziju završio je u rodnom mjestu, a Filozofski fakultet u Sarajevu. Kao redatelj potpisao 17 dokumentarnih filmova, napisao više filmskih scenarija. O knjigama i filmovima u sarajevskoj i pariškoj periodici (živio je u Parizu više godina, a pred Parizom je i izgubio život u prometnoj nesreći) ostavio je zanimljive tekstove. 
Djela: 
- "Razgovori sa Žakom" (proza, 1972.)
- "Magija slike" (eseji, 1975.)
- "Lao-ce: Tao te king/Knjiga Puta i Vrline" (prijevod, u suautorstvu s Liu Kia Hvajom, 2000.).